# Ralf Krewinkel

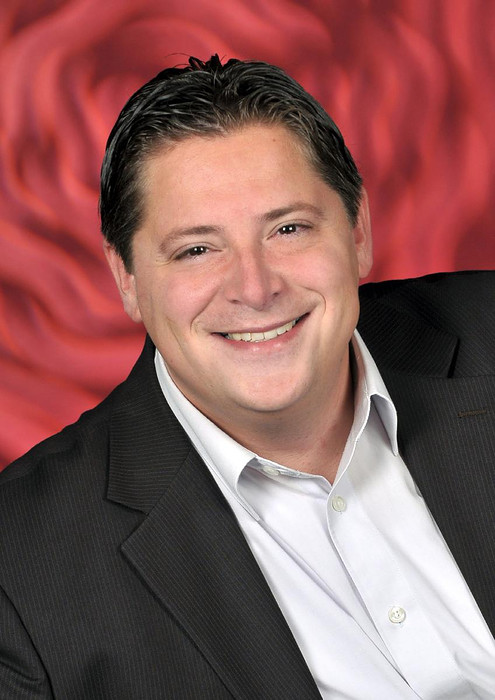
Ralf Krewinkel (2010)

Ralf Karel Hubert Krewinkel (* 12. November 1974 in Kerkrade) ist ein niederländischer Politiker der Partij van de Arbeid (PvdA). 
Seit dem 31. August 2015 war er Bürgermeister der Stadt Heerlen. Wegen Privatangelegenheiten wurde er seit dem 16. März 2018 amtiert vom ehemaligen Parteichef der SP Emile Roemer. Am 18. März 2019 trat er endgültig zurück, weil ans Licht kam, dass er sich während seines Krankheitsurlaubes um das Bürgermeisteramt von Kerkrade beworben hatte.

## Leben
Von 2011 bis 2015 war er Bürgermeister der Gemeinde Beek. Von 1998 bis 2006 war er Mitglied des Gemeinderates und von 2006 bis 2011 Beigeordneter der Stadt Kerkrade.